# Холокост в Одессе

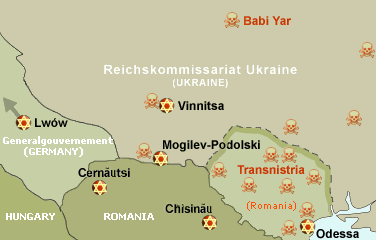
Холокост на Украине. Гетто обозначены звездой, черепами отмечены места массовых убийств.

Холоко́ст в Оде́ссе — истребление еврейского и цыганского населения Одессы и близлежащих городков Приднестровья осенью 1941 и зимой 1942 года румынскими войсками под контролем, руководством и по инициативе нацистской Германии.
В зависимости от контекста термин «убийства евреев Одессы» (англ. Odessa massacre) может относиться к событиям 17—25 октября 1941 года, когда было расстреляно или сожжено заживо 25—34 тысяч одесситов, или к истреблению во время румынской и немецкой оккупации более 100 000 евреев, проживавших между Днестром и Южным Бугом.

## Предыстория
До начала Великой Отечественной войны в Одессе проживало значительное еврейское меньшинство, составлявшее 180 000 человек (29,8 % населения). К моменту взятия города румынскими войсками в нём оставалось до 250 тысяч жителей, из них от 80 до 90 тысяч евреев: остальные были призваны в Красную армию, бежали или были эвакуированы вглубь СССР.
По планам гитлеровской коалиции на территории Одесской области под контролем румынских властей должна была быть образована административно-территориальная единица Губернаторство Транснистрия. Румынское государство, будучи союзником нацистской Германии, разработало и проводило свой собственный план по ликвидации евреев и цыган. По мере захвата новых территорий и установления в них румынской власти, последняя приняла решение, что именно на территории Транснистрии, как самой отдалённой от центра, будут проведены операции по уничтожению всех евреев, оказавшихся на территориях, контролируемых Румынией. В оборудываемые концлагеря начали сгонять узников из собственно Транснистрии, а также из Буковины и Бессарабии. К началу массового уничтожения еврейское население региона было сосредоточено румынами в Одессе или концентрационных лагерях, устроенными в сельской местности.

## Первые казни
16 октября 1941 года после двухмесячной обороны Одесса была оставлена Красной армией и занята румынскими и немецкими войсками. Первые расстрелы мирных жителей начались непосредственно после захвата города. С 17 октября в район артиллерийских складов на Люстдорфской дороге (сейчас в районе площади Толбухина) начали прибывать партии военнопленных, которые попали в плен уже после занятия города румынами из-за того, что они не смогли по каким-то причинам эвакуироваться с частями Красной армии (около трёх тысяч). 19 октября было объявлено о начале «регистрации мужского населения», и к военнопленным начали добавляться партии мирных жителей (около десяти тысяч), которые при регистрации или в ходе первых облав на улицах города показались оккупантам подозрительными (евреи, без документов, бойцы РККА и РККФ, сов. работники и т. п.) и разоблачённых коммунистов (около тысячи). Всех их заперли в девяти пустых пороховых складах и в течение нескольких дней, начиная с 19 октября, расстреляли:151. Некоторые склады были облиты бензином, и узники в них были сожжены заживо.

## Массовые убийства заложников и евреев 22—24 октября
25 октября 1941 года.
Военное Командование гор. Одессы доводит до сведения населения Одессы и ея окрестностей, что после террористического акта, совершённого против Военного Командования 22 октября, в день 23 октября 1941 года были расстреляны: за каждого офицера и штатского чиновника германца или румына по 200 большевиков, а за каждого солдата германца или румына по 100 большевиков.
Взяты заложники, которые, в случае повторения подобных актов, будут расстреляны совместно с их семьями.
Командующий войсками 

Гор. Одессы генерал Гинерару

Начальник военной полиции

Гор. Одессы подполковник М. Никулеску

### Взрыв здания румынской комендатуры (бывшее здание НКВД)
22 октября 1941 года, в здании НКВД на ул. Маразлиевской, в котором по занятии города расположились румынская военная комендатура и штаб румынской 10-й пехотной дивизии, произошёл взрыв радиоуправляемой мины, заложенной туда сапёрами Красной армии ещё до сдачи города советскими войсками. В результате мощного взрыва здание частично обрушилось. Под обломками погибло 67 человек, в том числе 16 офицеров, среди которых был румынский комендант города генерал Ион Глогожану. Ответственность за взрыв была возложена на евреев и коммунистов.

### Казнь заложников
В ответ на взрыв комендатуры румынские войска и прибывшая в Одессу германская айнзатцгруппа D 23 октября провели акцию по уничтожению от 5 до 10 тысяч:151 заложников, многие из которых были евреями. По всей улице Маразлиевской оккупанты врывались в квартиры одесситов и всех найденных жителей без исключений расстреливали или вешали. Производились облавы на улицах и рынках города, в пригородах; людей, ничего ещё не знавших о теракте, расстреливали прямо на месте облав у стен домов или заборов. На Большом Фонтане было схвачено и расстреляно около ста мужчин, на Слободке в районе рынка повешено около двухсот человек, на Молдаванке, Ближних и Дальних Мельницах — казнён 251 житель, самое страшное зрелище представлял собой Александровский проспект — на нём было повешено около четырёхсот горожан. Колонны схваченных заложников гнали на Люстдорфскую дорогу, в район уже упомянутых артиллерийских складов, где их расстреливали или сжигали заживо:145. После войны в массовых могилах было найдено более 22 000 трупов.

### Начало Холокоста
23 октября был издан приказ, в котором всем евреям под угрозой расстрела на месте было приказано 24 октября явиться в село Дальник. Во второй половине дня 24 октября около 5000 евреев было собрано у заставы Дальник. Первые 50 человек были подведены к противотанковому рву и лично расстреляны командиром 10-го пулемётного батальона подполковником Николае Деляну. Чтобы ускорить процесс уничтожения, евреи были согнаны в четыре барака, в которых были проделаны отверстия для пулеметов, а пол предварительно залит бензином. Люди в двух бараках были расстреляны из пулемётов в тот же день. В 17:00 бараки были подожжены. На следующий день были расстреляны задержанные, помещённые в оставшихся двух бараках, причём один из бараков забросали гранатами. Между тем, евреям, которые не попали в первую группу, уже прибывшую в Дальник, было объявлено, что они «прощены». Их отправили по различным комендатурам и полицейским участкам для «регистрации», где их продержали различное время; когда же они были выпущены, оказалось, что их дома заняты, а имущество разграблено.
Таким образом, уже за первую неделю пребывания румын в Одессе город лишился около 10 % своих жителей.

## Последующие события
7 ноября 1941 года.
Приказываю: 

Ст. 1 Все мужчины еврейского происхождения в возрасте от 18 до 50 лет обязаны в течение 48 часов с момента опубликования настоящего приказа явиться в городскую тюрьму (Большефонтанская дорога), имея при себе самое необходимое для существования. Их семьи обязаны доставлять им пищу в тюрьму. 
 Неподчинившиеся этому приказу и обнаруженные после истечения указанного 48—часового срока будут расстреляны на месте. 
 Ст. 2 Все жители г. Одессы и его предместий обязаны сообщить в соответствующие полицейские части о каждом еврее вышеуказанной категории, который не выполнил этого приказа.
 Укрывающие, а также лица, которые знают о том и не сообщат, караются смертной казнью.
Начальник военной полиции 

Гор. Одессы подполковник М. Никулеску
Регистрация, произведённая румынской администрацией в конце 1941 г., выявила в Одессе около 60 тысяч евреев. К этому числу относили и тех лиц, у которых только один из предков по мужской или женской линии был евреем. Евреи должны были носить особый отличительный нагрудный знак: жёлтый шестиугольник на чёрном фоне. Финал их существования в Одессе начался 7 ноября 1941 года, когда был издан приказ, обязывающий всех евреев мужского пола от 18 до 50 лет явиться в городскую тюрьму. С этого дня всё еврейское население города партиями отсылалось в различные концлагеря, устроенные румынами в сельской местности, прежде всего в село Богдановку (ныне в Николаевской области). Позднее гетто было устроено в самой Одессе:172.
Румынская администрация приняла меры к тому, чтобы завладеть имуществом будущих жертв. В середине ноября вышел новый приказ, уточняющий требования властей к евреям. В нём, в частности, говорилось:

…Все лица еврейского происхождения обязаны при регистрации Военному Командованию или полицейским чиновникам добровольно заявить о всех имеющихся у них драгоценных предметах, камнях и металлах. 
 Виновные в нарушении этого приказа будут караться смертной казнью:171.
К середине декабря в Богдановке было собрано около 55 тыс. евреев (часть из них была не из Одессы). С 20 декабря 1941 года по 15 января 1942 года все они были расстреляны командой «айнзацгруппы» СС, румынскими солдатами, украинскими полицейскими и местными немцами-колонистами. Месяц спустя был организован марш смерти 10 000 евреев в три концлагеря в Голте.
В январе 1942 года около 35—40 тысяч оставшихся в Одессе евреев были выселены в гетто, организованное 10 января 1942 года в бедном районе Слободка. Выселенные находились там в условиях невероятной скученности, жилья на всех не хватало, люди находились зимой под открытым небом, что привело к массовой смертности от переохлаждения. В гетто они были собраны лишь для того, чтобы уже из него быть депортированными далее, в сельские концлагеря.
С 12 января по 20 февраля 1942 года оставшихся 19 582 евреев депортировали в Березовский район Одесской области. Их перевозили в неотапливаемых эшелонах, многие погибли в дороге. В Березовке составляли партии, которые пешком отправлялись в Сиротское, Доманёвку, Богдановку, Голту и другие концлагеря. Много людей, не добравшись туда, умирало от голода и холода по дороге. Охрана, состоявшая из румынских солдат и немецких колонистов, устраивала во время пути массовые расстрелы евреев. Через 18 месяцев практически все узники Голты погибли.

## Пережившие Холокост
В лучшем положении находились евреи, направленные на работу в сёла: примерно половина из них пережила оккупацию. Положение в гетто Доманевки и других гетто Транснистрии улучшилось в 1943 г. после того, как евреи стали получать помощь от еврейских организаций Румынии. Около 600 одесситов в этих гетто дожили до освобождения. Несколько сотен евреев, которые скрывались в самой Одессе, также выжили. Евреи участвовали в борьбе одесского подполья и составляли значительную часть бойцов партизанских отрядов, базировавшихся в одесских катакомбах.

## Судебные процессы и наказание основных виновных
На Бухарестском народном трибунале, созданном в 1946 году новым правительством Румынии совместно с союзническим Контрольным советом, одним из обвинений, выдвинутых против премьер-министра Иона Антонеску, губернатора Транснистрии Георге Алексяну и командующего одесским гарнизоном генерала Николае Мачичи, была «организация репрессий против гражданского населения Одессы осенью 1941 года». За эти преступления они 17 мая 1946 года были приговорены к смертной казни. Первые двое были расстреляны 1 июля 1946 года, а Николае Мачичи король Михай I заменил смертную казнь на пожизненное заключение.
В постсоциалистический период сын Георге Алексяну обжаловал приговор трибунала. 5 ноября 2006 Апелляционная палата Бухареста подтвердила приговор. По жалобе генерального прокурора 6 мая 2008 года состоялось повторное рассмотрение дела, и судьи Высшей кассационной палаты окончательно отклонили прошение о пересмотре приговора 1946 года.

## Увековечивание памяти

### Мемориал жертвам Холокоста в Прохоровском сквере Одессы
В начале 1990-х годов в Одессе, в Прохоровском сквере, в том самом месте, где на окраине города в 1941 году начиналась «дорога смерти» одесских евреев и цыган в лагеря уничтожения, начал создаваться мемориал памяти жертв Холокоста. Был установлен памятный знак. Позднее к нему добавилась «Аллея Праведников мира» — с деревьями, каждое из которых высажено в честь одесского жителя, укрывавшего и спасавшего евреев. Памятник жертвам Холокоста в Одессе работы скульптора Зураба Церетели, являющийся завершением оформления комплекса, был открыт в 2004 году.

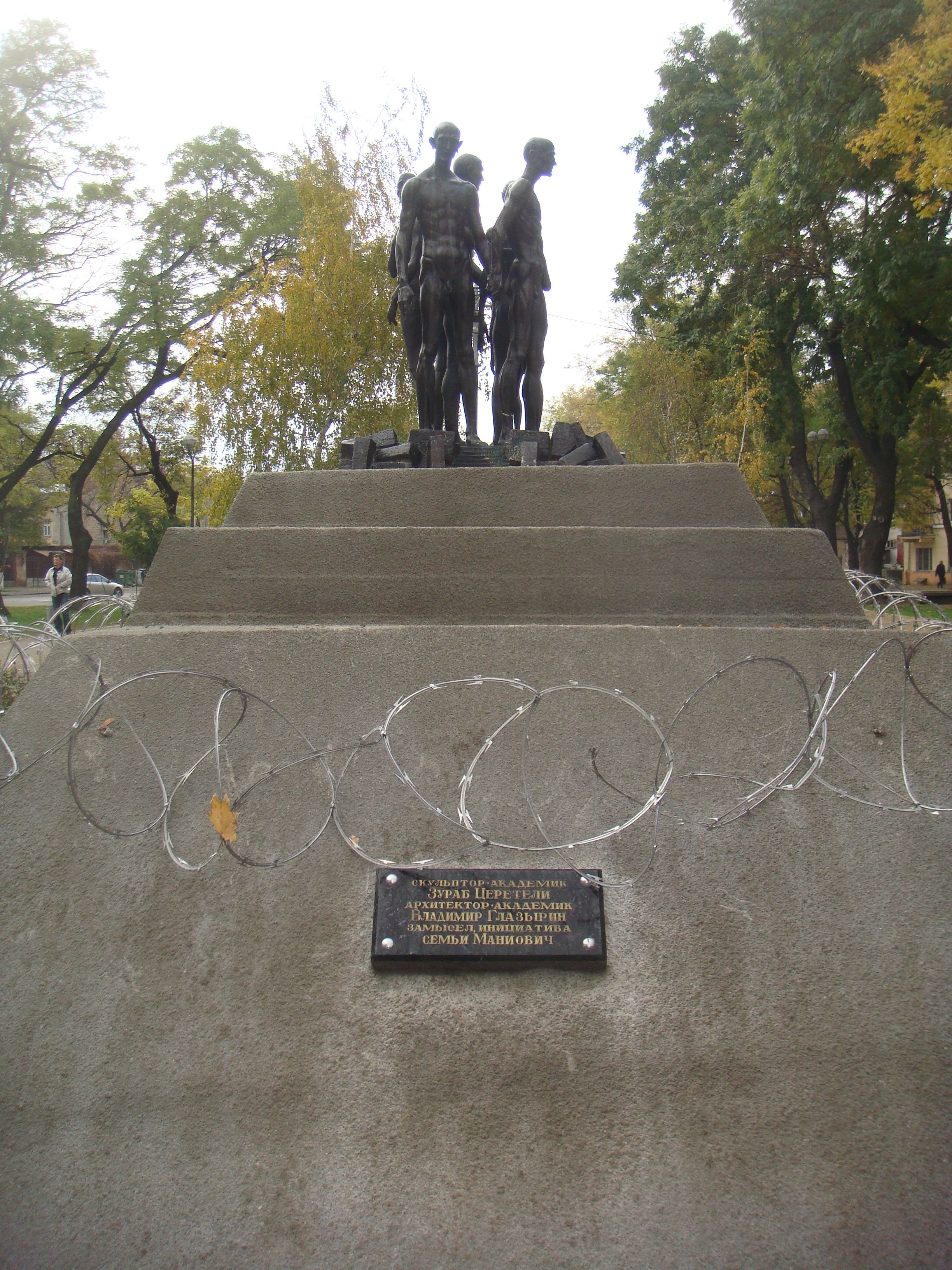
Скульптурная группа Зураба Церетели. Вид сзади.
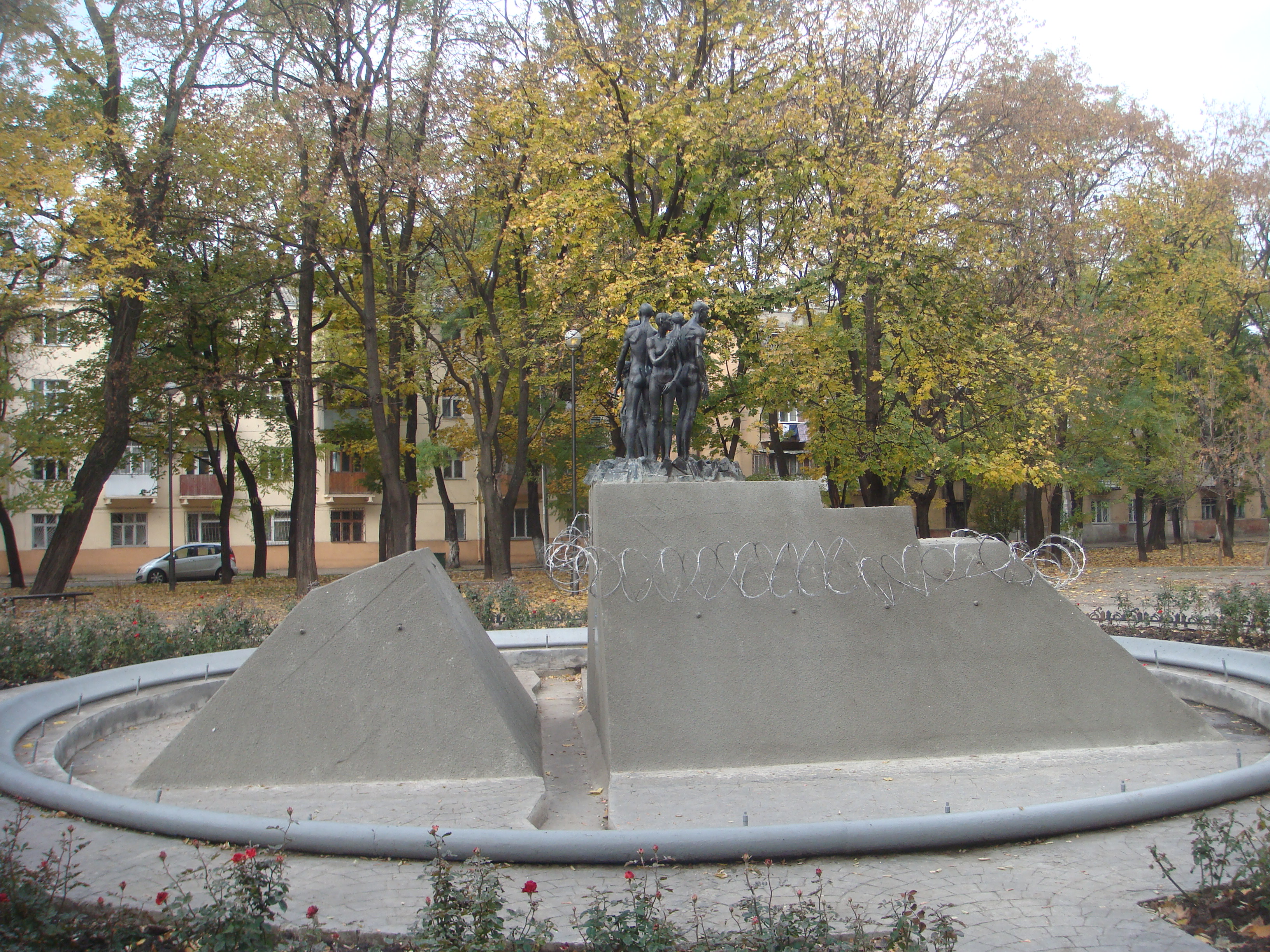
Скульптурная группа Зураба Церетели. Вид сбоку.
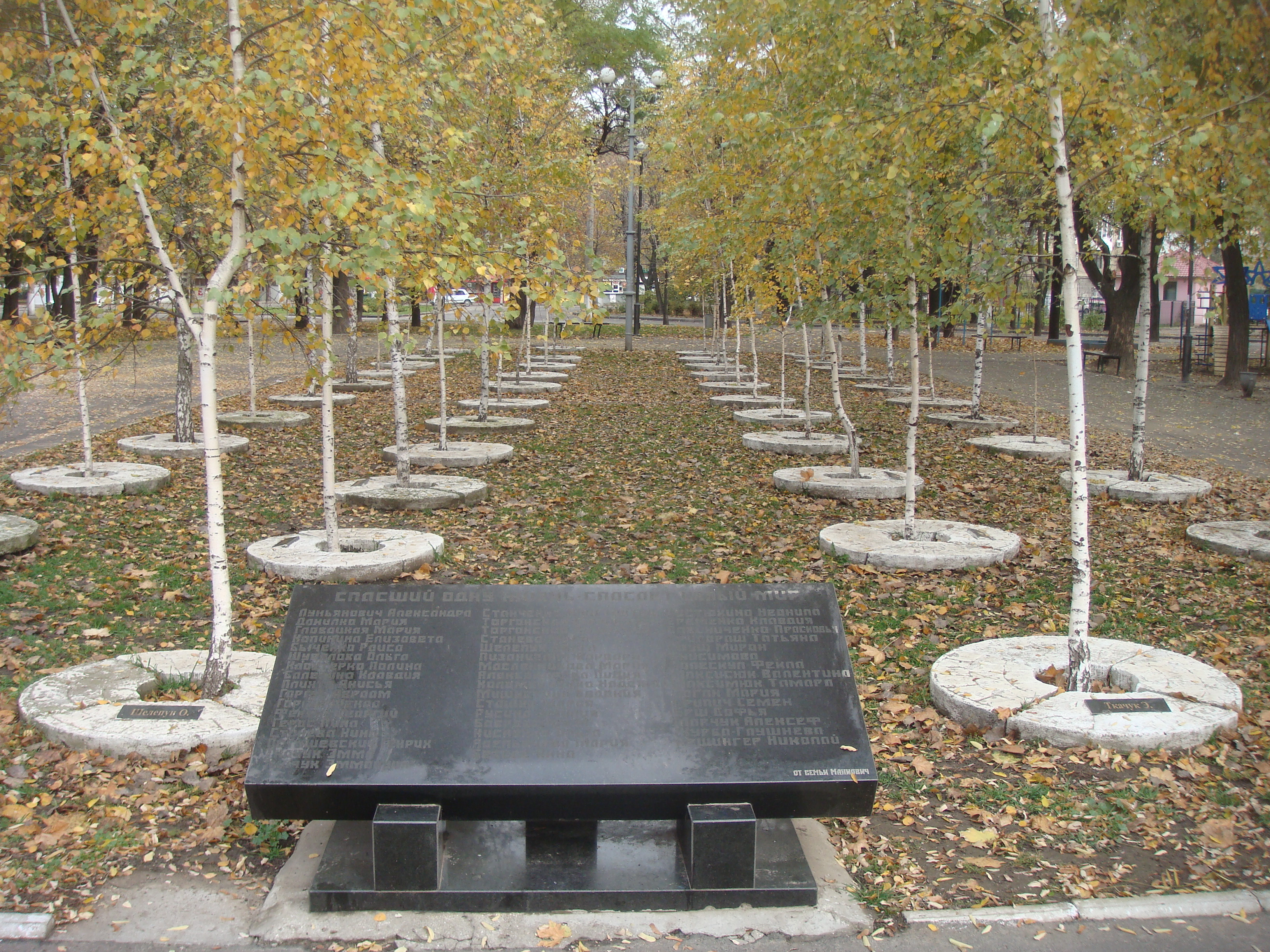
Аллея «Праведников мира».
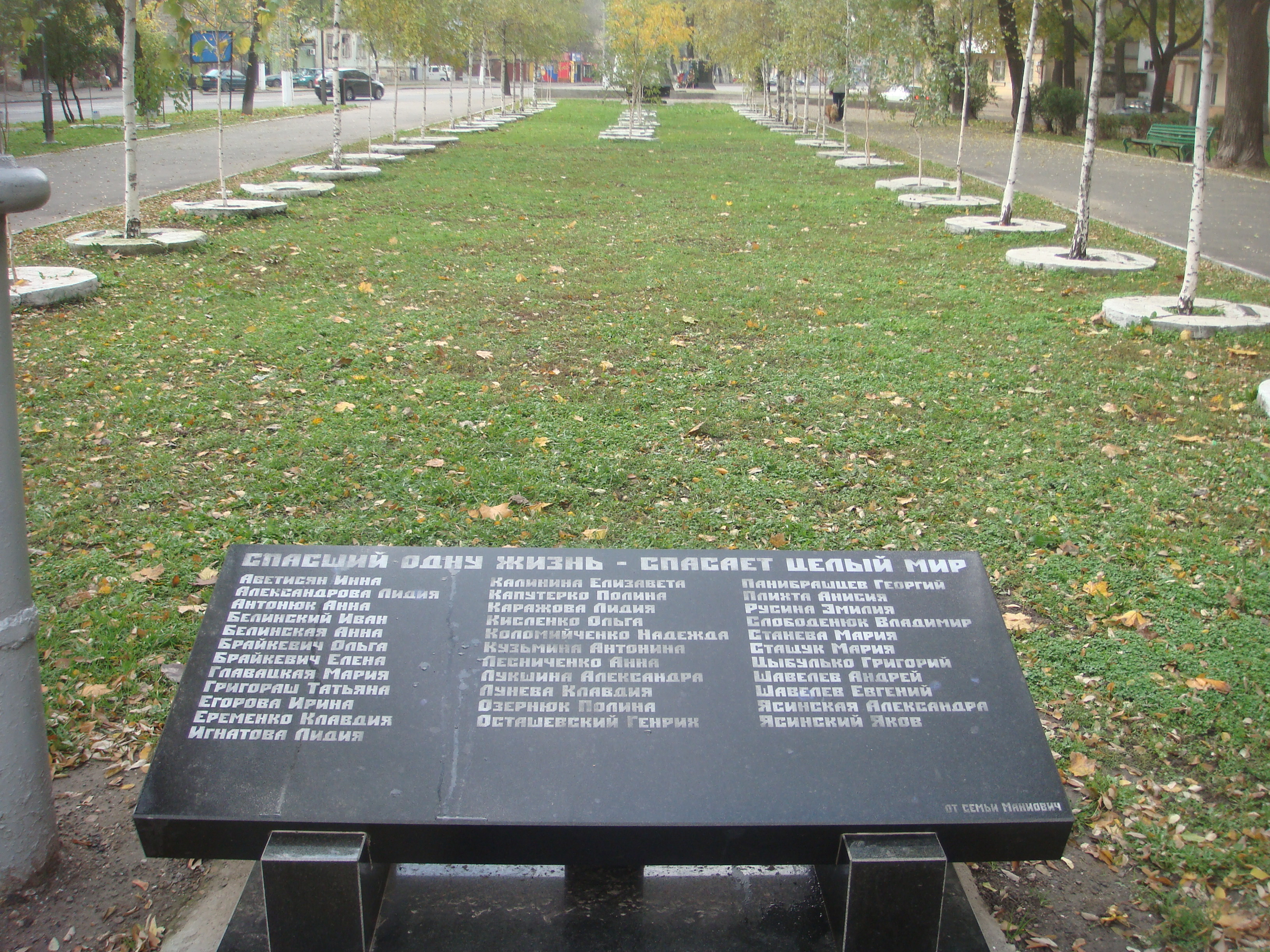
Аллея «Праведников мира».
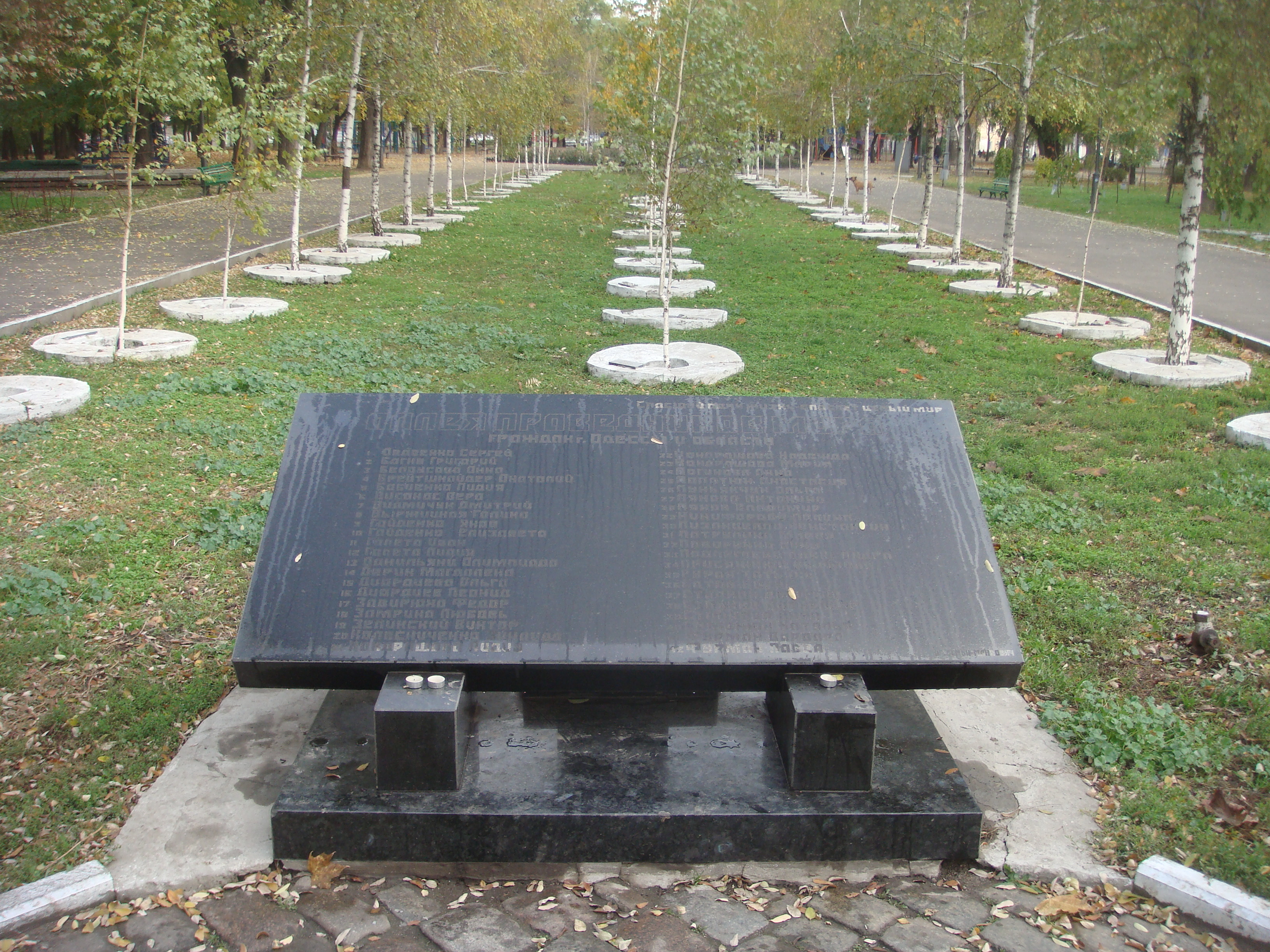
Аллея «Праведников мира».
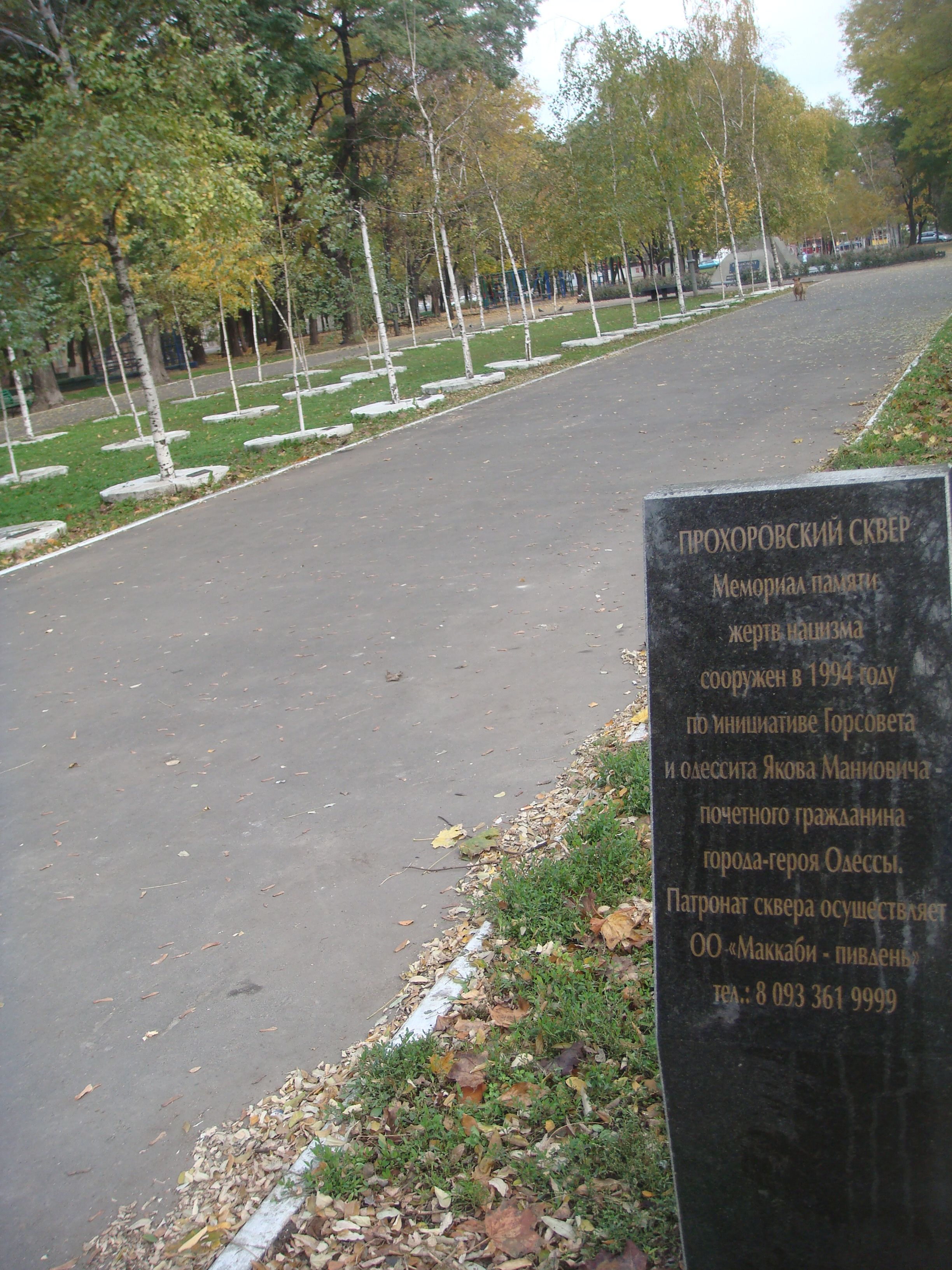
Аллея «Праведников мира».
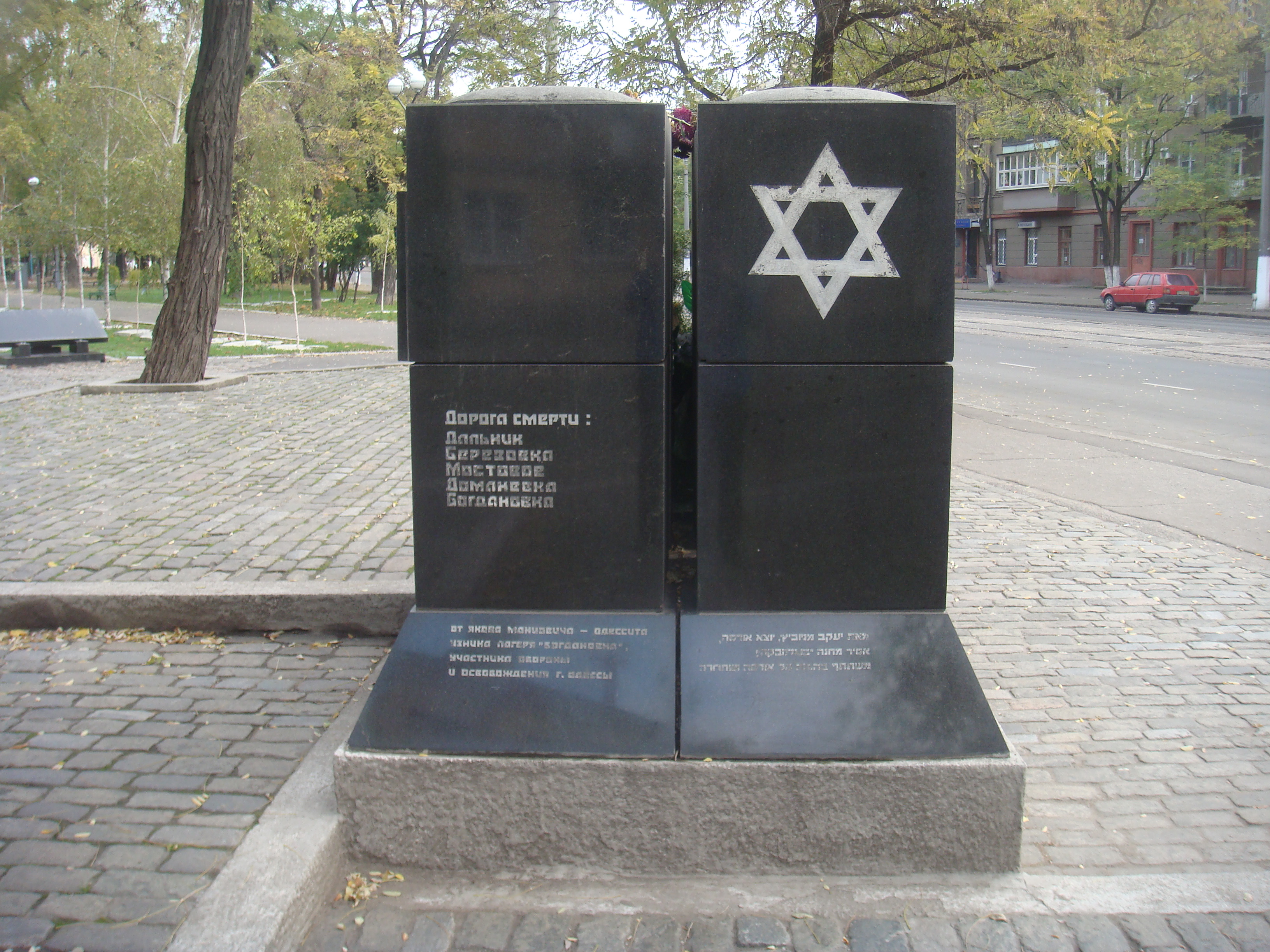
Памятный знак.
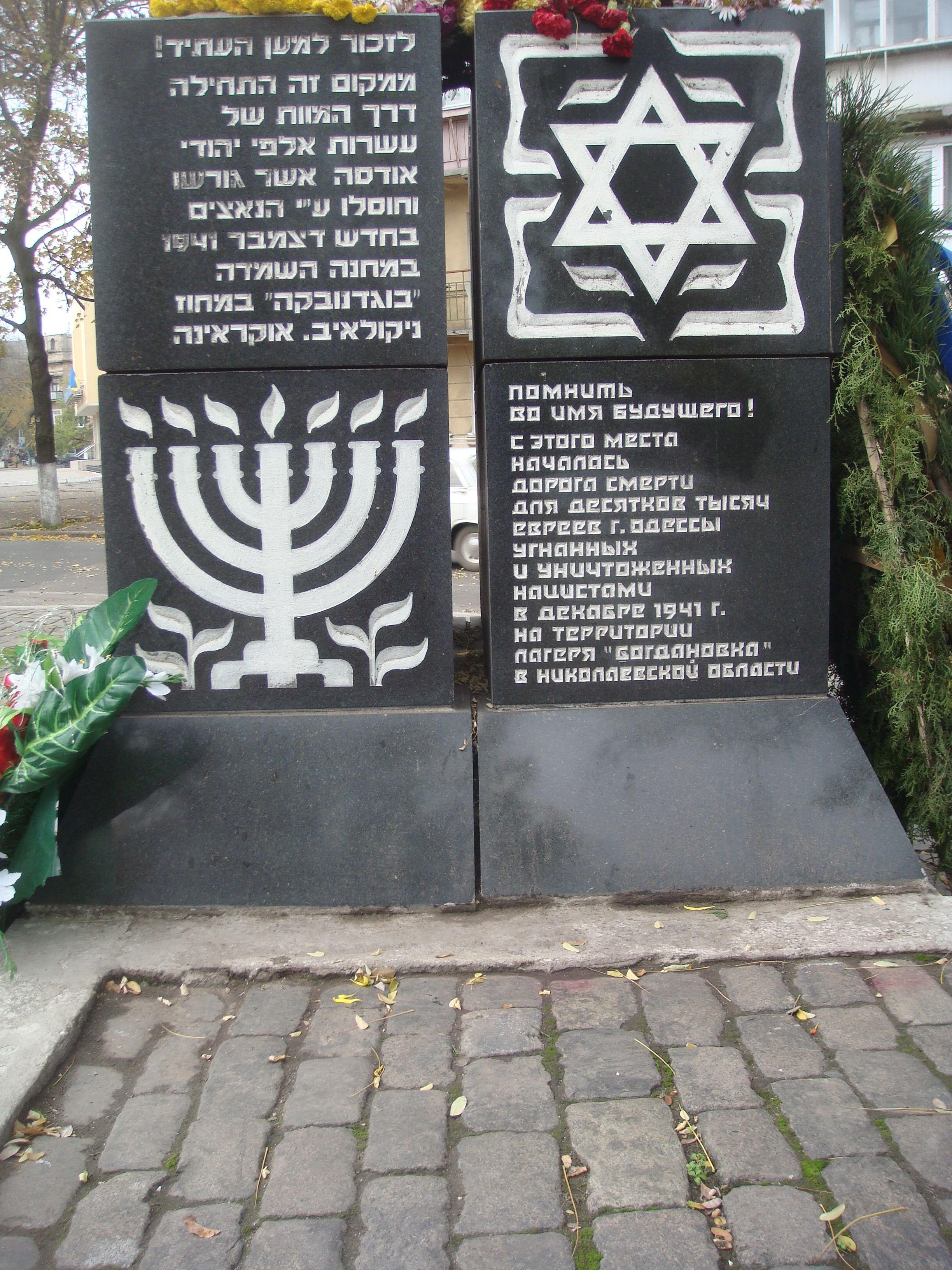
Памятный знак.
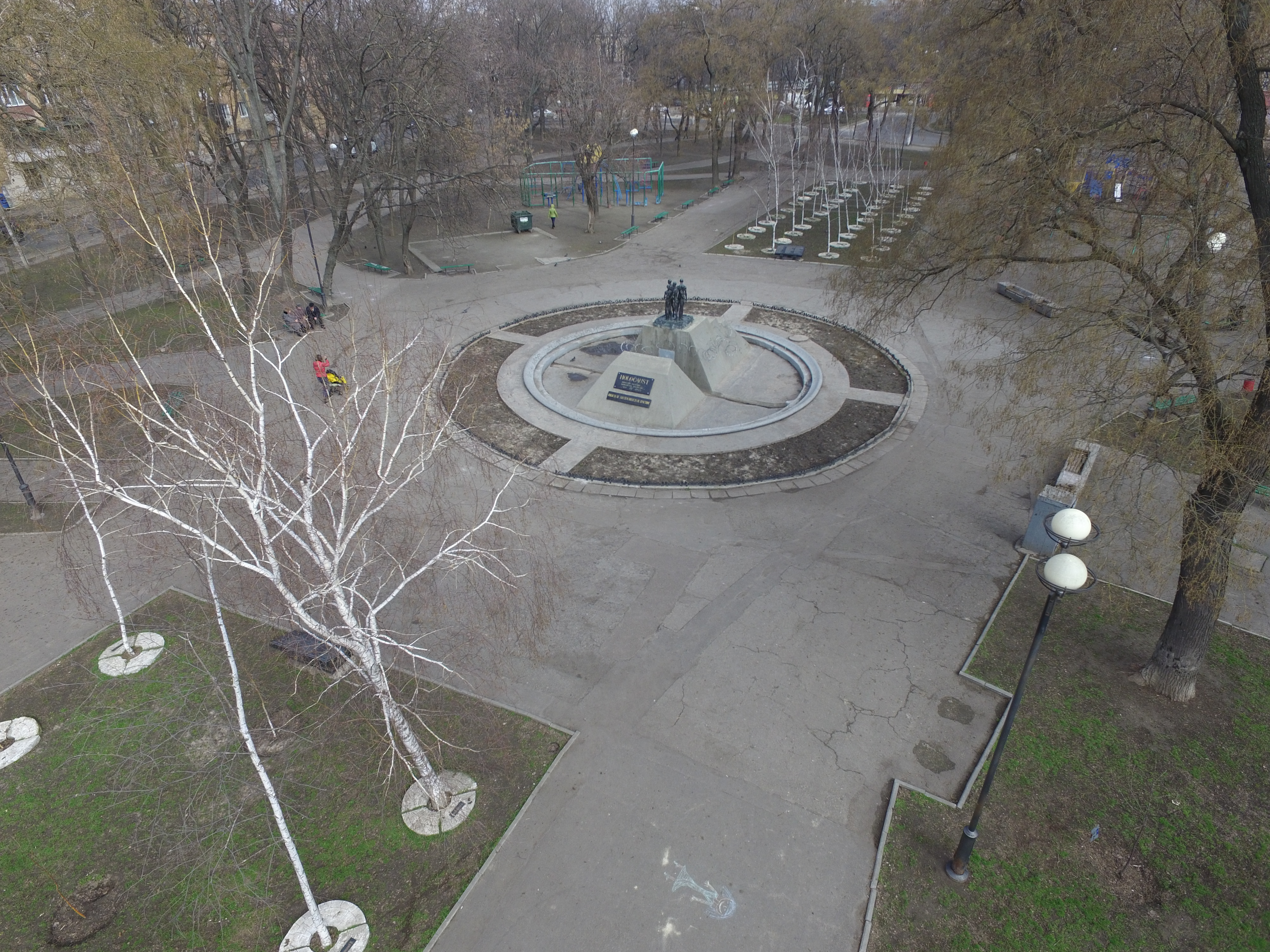
Мемориал жертвам Холокоста, аэроснимок
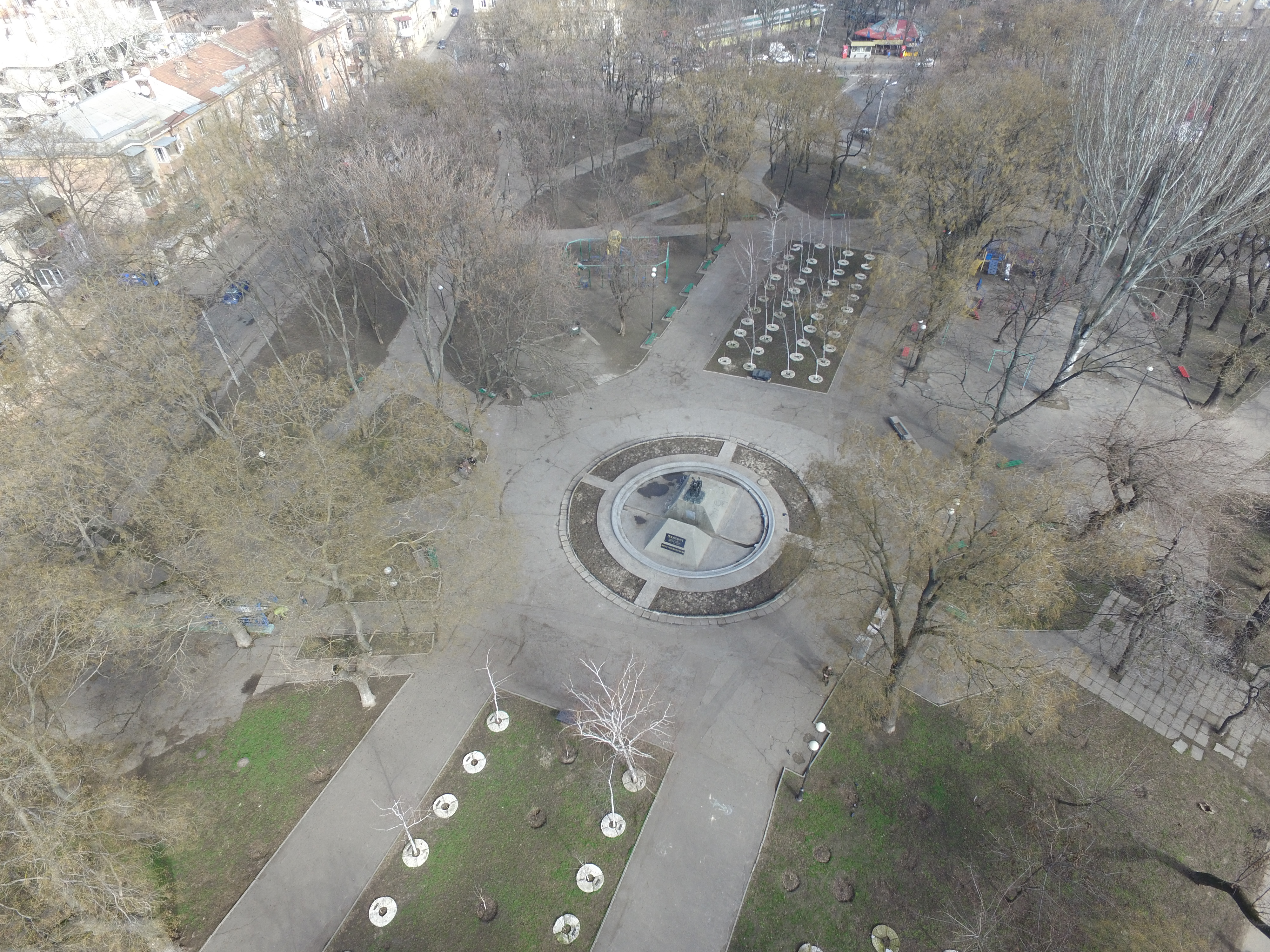
Мемориал жертвам Холокоста, аэроснимок
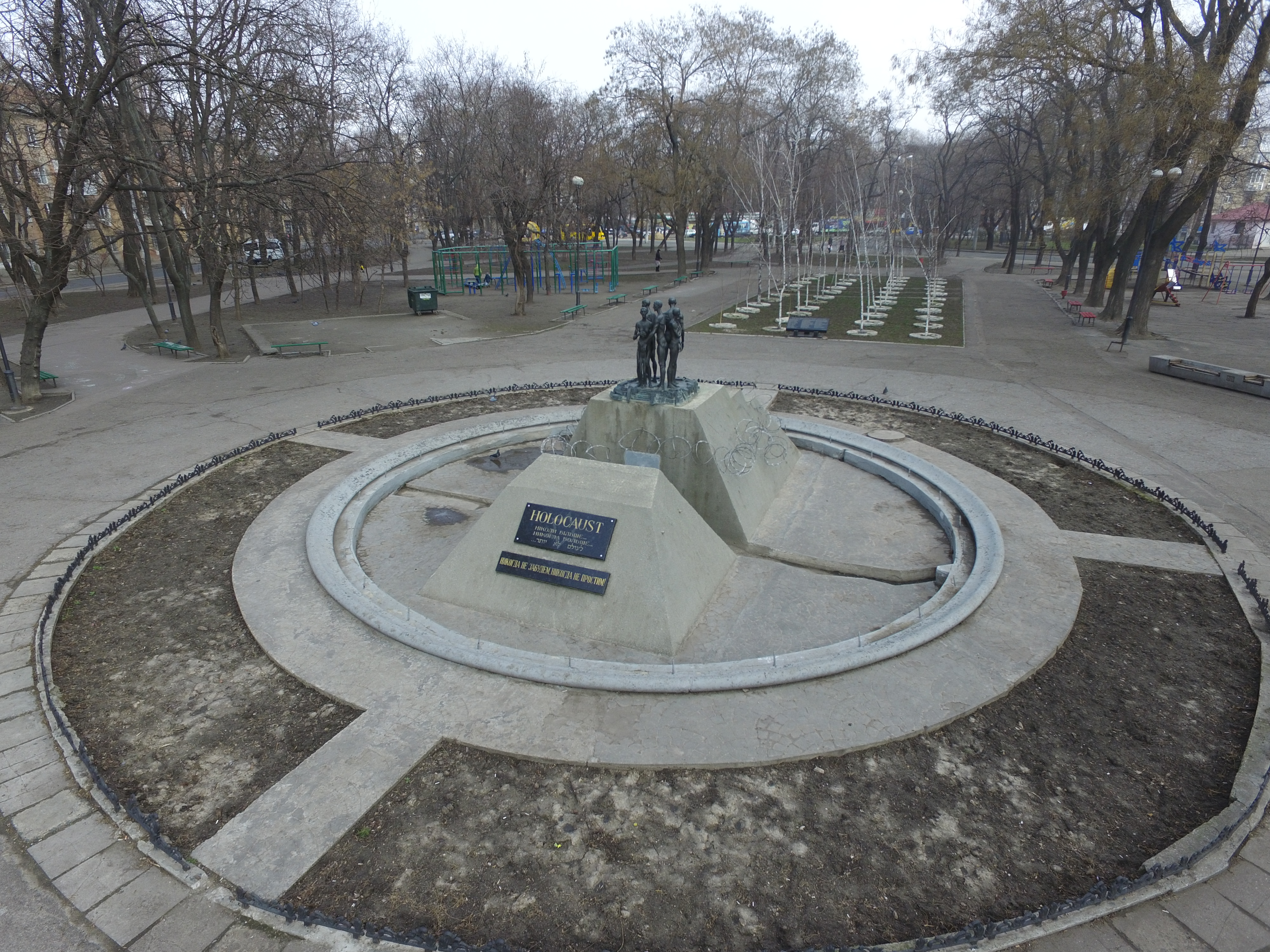
Мемориал жертвам Холокоста, аэроснимок

### Музей Холокоста в Одессе
Музей Холокоста в Одессе был создан в соответствии с решением Совета Одесской региональной ассоциацией евреев — бывших узников гетто и нацистских концлагерей. Председателем ассоциации является Шварцман Роман Маркович. Открытие музея состоялось 22 июня 2009 года.

### Прочее
В январе 2015 года властями итальянского городка Чериано-Лагетто, провинция Монца-э-Брианца, регион Ломбардия, было принято решение назвать одну из площадей города (напротив Главпочтамта) «Площадью мучеников Одессы» в память о жертвах оккупационных режимов в Одессе — евреях, убитых 22—24 октября 1941 года, а также об антимайдановцах, спасателях и случайных жертвах, погибших 2 мая 2014 года в одесском Доме профсоюзов в ходе политического кризиса на Украине
.
2 мая 2015 года, в первую годовщину событий в Доме профсоюзов, на этой площади состоялось открытие памятного монумента, посвящённого «мученикам Одессы». Монумент представляет собой языки пламени с силуэтом голубя, символа мира, внутри них.